# Extragalaktická astronomie

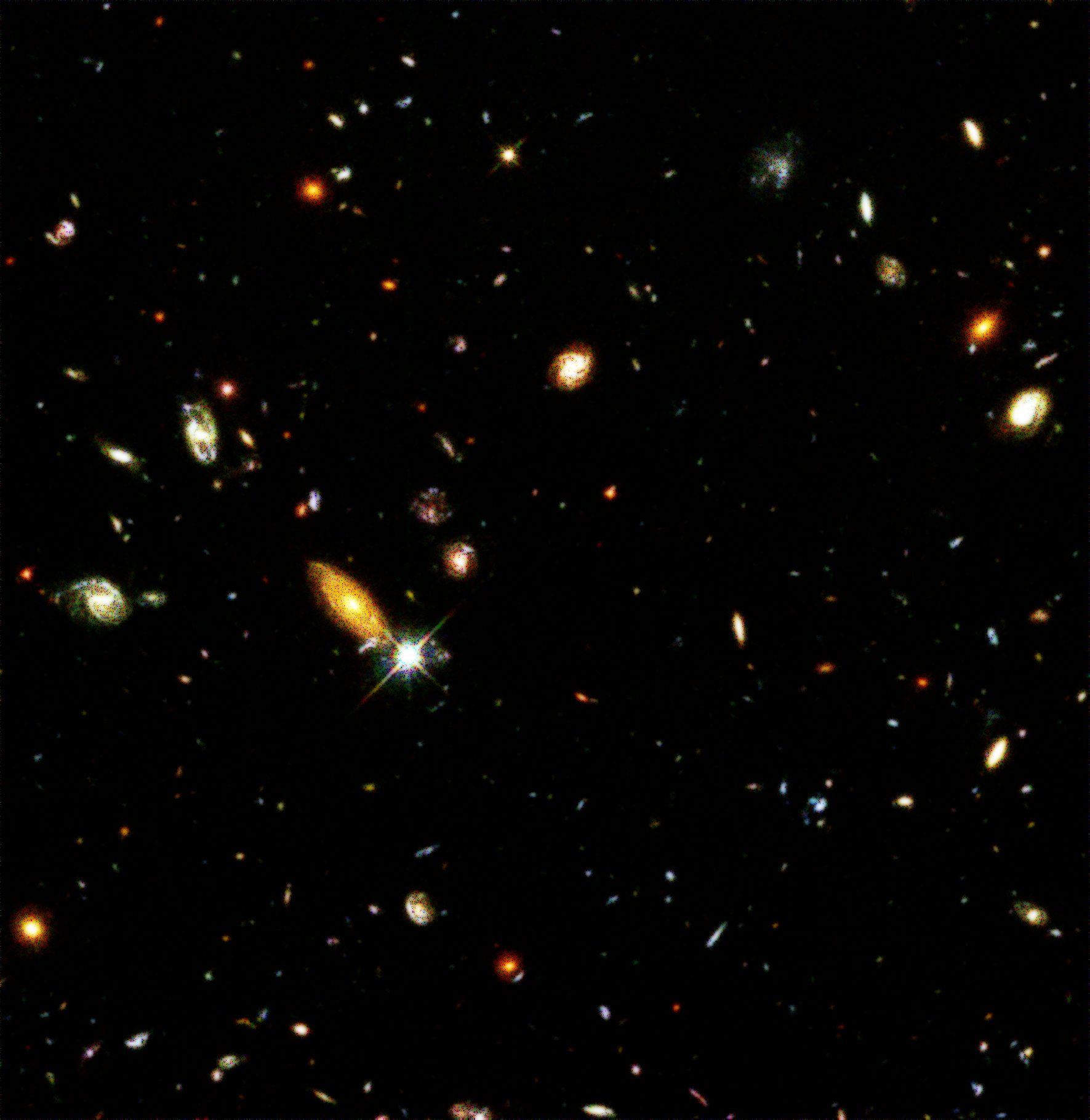
Jedny z nejvzdálenějších extragalaktických objektů ukazuje tzv. Hubbleovo ultrahluboké pole

Extragalaktická astronomie je obor astronomie zabývající se objekty mimo naši Galaxii, zvanou též Mléčná dráha. V poslední době se velmi zlepšilo přístrojové vybavení, extragalaktická astronomie proto zažila velký rozmach. Došlo mimo jiné k rozdělení na blízkou a vzdálenou extragalaktickou astronomii. Blízká extragalaktická astronomie se zabývá studiem blízkých galaxií a kup galaxií, v nichž lze rozeznat velké množství objektů a jevů, jako jsou kupříkladu zbytky supernov. Vzdálená extragalaktická astronomie se zabývá objekty tak vzdálenými, že jsme schopni rozeznat jen nejvýraznější a nejjasnější děje.
Tento obor astronomie tedy zkoumá galaxie, jejich vznik a vývoj a jejich klasifikaci, dále kupy galaxií, nadkupy galaxií, kvasary, supernovy, aktivní galaktická jádra nebo pozorovatelný vesmír jako celek.
K velkým úspěchům extragalaktické astronomie patří pozorování vzdálených galaxií a jejich roztřídění do několika skupin podle tvaru na spirální galaxie, eliptické galaxie a nepravidelné galaxie. Dále také pozorování aktivních galaxií, což jsou galaxie, jejichž supermasivní černé díry v jádru vydává velké množství energie z materiálu, který do ní padá. Specifickým typem aktivních galaxií jsou radiové galaxie, které vyzařují v radiové části spektra a vidíme u nich velké laloky hmoty. Dalším typem aktivních galaxií jsou kvasary, nejzářivější objekty v pozorovatelném vesmíru.
Extragalaktická astronomie zkoumá též velkorozměrové struktury vesmíru, kupy a nadkupy galaxií, vlákna a zdi tvořené galaxiemi.